# Wilhelm Studemund
Wilhelm Studemund (Stettino, 3 luglio 1843 – Breslavia, 8 agosto 1889) è stato un filologo classico tedesco, noto per la sua decifrazione dell'ormai quasi illeggibile palinsesto ambrosiano di Plauto, che gli costò la perdita della vista (in esergo alla sua trascrizione del palinsesto, nel 1889, pose questa significativa citazione da Catullo, XIV, 1: "ni te plus oculis meis amarem").

## Biografia
Studiò filologia presso l'Università di Berlino, con i seguenti professori August Boeckh e Moriz Haupt e presso l'Università di Halle con Theodor Bergk. Conseguì il dottorato nel 1864; in seguito trascorse diversi anni in Italia, durante il quale nel suo tempo libero si dedicò alla decifrazione dei palinsesti. Nel 1868 divenne professore associato presso l'Università di Würzburg e poco dopo raggiunse il pieno titolo come professore. Nel 1870 si trasferì presso l'Università di Greifswald.
Nel 1872 fu nominato professore presso l'Università di Strasburgo. Nel 1882 diventò membro della scuola superiore dell'Alsazia-Lorena.

## Opere principali
- De canticis Plautinis (1864).
- Commentatio de Vidularia Plautina (edizione di Plauto, 1870).
- Emendationes Plautinae (1871).
- Analecta Liviana (con Theodor Mommsen, 1873).
- Gaii institutionum commentarii quattuor; Codicis Veronensis, ecc. (edizione originale di Gaio, 1874).
- Studien auf dem Gebiete des archaischen Lateins (3 volumi, 1873–91).
- Anecdota varia Graeca musica metrica grammatica (con Rudolf Schöll, 1886).
- T. Macci Plauti fabularum reliquiae Ambrosianae Codicis, (1889).[3]